# Marian Dąbrowski (ur. 1949)
 Marian Dąbrowski  s. Franciszka (ur. 1949 w miejscowości Serafin powiat Ostrołęka) – pułkownik dyplomowany Wojska Polskiego.

## Życiorys
W 1968, po ukończeniu technikum kolejowego, wstąpił do Wojska Polskiego i pełnił służbę jako podchorąży Wyższej Szkoły Oficerskiej Wojsk Inżynieryjnych we Wrocławiu. W latach 1972–1976 był dowódcą plutonu i kompanii w 1 brygadzie saperów. W 1976 rozpoczął studia w Wojskowej Akademii Inżynieryjnej w Moskwie, którą ukończył w 1980. Po ukończeniu studiów powrócił do 1 BSap. na dowódcę rozwiniętego 1 batalionu pontonowego. W 1984 został przeniesiony do 6 pułku pontonowego na stanowisko zastępcy dowódcy pułku ds. liniowych, a następnie wyznaczony na szefa sztabu tegoż pułku, a w latach 1989 – 1992 był dowódcą tegoż pułku. Na dowódcę 5 Brygady Saperów został przeniesiony w 1993, która w okresie jego dowodzenia była wyróżniona w rozkazie dowódcy POW i w 1994 w Dyrektywie Szefa Sztabu Generalnego WP, jako przodująca jednostka w Siłach Zbrojnych. W 1994 został słuchaczem Podyplomowych Studiów Operacyjno-Strategicznych (PSOS) w Akademii Obrony Narodowej. Uczestniczył w wielu ważnych ćwiczeniach, jak: „Ziemia 86", „Opal 94". Dowodził dużymi grupami żołnierzy uczestniczącymi w akcjach powodziowych w Kotlinie Kłodzkiej w 1985 roku i na Odrze w rejonie Nowej Soli i Zatora w 1986 roku.
W latach 1996–1998 pełnił obowiązki Szefa Wojsk Inżynieryjnych Pomorskiego Okręgu Wojskowego. Na stanowisko zastępcy komendanta Wyższej Szkoły Oficerskiej im. T. Kościuszki ds. Inżynierii Wojskowej przeszedł w 1998.
Brał aktywny udział w ruchu racjonalizatorskim, posiada tytuł i odznakę „Racjonalizatora Wojskowego".

## Awanse
- podporucznik – 1972
- podpułkownik - 1990
- pułkownik – 1993

## Ordery i odznaczenia
- Krzyż Kawalerski Orderu Odrodzenia Polski – 5 listopada 1993[2]
- Złoty Krzyż Zasługi
- Srebrny Krzyż Zasługi
- Złoty Medal „Za zasługi dla obronności kraju”
- Złoty Medal „Siły Zbrojne w Służbie Ojczyzny”
- Srebrny Medal „Za zasługi dla obronności kraju”
- Srebrny Medal „Siły Zbrojne w Służbie Ojczyzny”
- Brązowy Medal „Za zasługi dla obronności kraju”
- Brązowy Medal „Siły Zbrojne w Służbie Ojczyzny”
- Medal 40-lecia Polski Ludowej
- Brązowa Odznaka „Za zasługi dla Związku Żołnierzy Wojska Polskiego” – 3 października 2011